# 吕志毅
吕志毅（1954年7月—），黑龙江省依安县人，现任广州市人民政府侨务办公室主任。2009年11月22日，时任广州市政府副秘书长的吕志毅称广州要坚定不移地推行垃圾焚烧政策。 
2009年12月1日，针对有人在网络上称“吕与垃圾焚烧利益集团有密切关连，其弟吕志平是垃圾焚烧控股公司广日集团物流公司的总经理”，吕表示这种说法为“胡说八道”。